# Переклади Біблії казахською мовою
Переклади Біблії на казахська мова (каз. Кієлі Кітаптиң қазақ тіліндегі аудармалари) — переклади біблейських текстів на казахська мова, здійснені різних етапах історії Казахстана.

## Переклади
Одним з перших перекладачів Біблії казахською мовою став місіонер Чарльз Фрейзер з Шотландського місіонерського товариства: в 1818 році був опублікований його переклад Євангелія від Матвія (на основі перекладу Г. Брантона), а в 1820 Новий Завіт був переведений  Російським біблійним суспільством на казахську. Професор Казанського університету Ф. Готтвальд доопрацював переклад і опублікував його в 1880 завдяки Британському і зарубіжному біблійному суспільству в Казані (переклад витримав видання 1887 і 1910 років). Діяч Внутрішньокитайської місії Джордж Хантер в Урумчі визнав цей переклад досить якісним.
Немає достовірних відомостей, що цей переклад було виконано саме казахською, а не якоюсь іншою тюркською мовою. На думку Т. Х. Дарлоу та Хораса Мула, цей переклад був виконаний для киргизів мовою «оренбурзьких татар»; Джордж Кінг вважає, що переклад був зроблений киргизькою або «киргизсько-казахською» мовою. У 1894 році переклад Євангелія від Марка виконав архієрей Томський Макарій, його опублікувало Британське і зарубіжне біблійне товариство в 1894 році в Томську.
У Казані Православним місіонерським товариством у 1901 році було опубліковано переклади всіх чотирьох Євангелій; можливо, що переклад Євангелія від Марка був заснований на перекладі, раніше опублікованому в Казані, або збігався з перекладом І. Катеринського, мова якого згадується в «Книзі тисячі мов» як киргизька. Еліс Мілдред Кейбл у біографії Джорджа Хантера називає його перекладом на «казахсько-російську» мову — це кириличний переклад, який трохи відрізняється від сучасної кирилиці, що використовується казахами; у ньому досить багато запозичених російських та грецьких слів, а також імен замість ісламських варіантів. У 1972 році ця робота була перевидана у Стокгольмі. Джордж Хантер, згідно тієї ж Кейбл, молився про те, щоб отримати копію перекладу 1901 року, і одного разу йому вдалося обміняти в одного з торговців Біблію «казахсько-російською» в обмін на іншу книгу, яку продавець міг прочитати. Хантер, вивчивши переклад, здійснив їхню транслітерацію арабською, а також переклав також Книгу Буття і Діяння Апостолів.

## Публікації
Дії, Євангелія від Марка та Матвія були опубліковані в 1917 році в Урумчі Британським та зарубіжним біблійним суспільством при внутрішньокитайській місії. Друге видання перекладу Євангелія від Марка видано 1918 року в Шанхаї, друге видання Дій — 1919 року. У 1927 та 1928 роках усі чотири Євангелії перевидані британцями в Шанхаї, у 1931 році опубліковано переклад Книги Буття. Інші переклади Хантера не збереглися до наших днів. Сучасний переклад на казахську опубліковано в 2010 році в Стамбулі Єні Яшам Яинлари, а в 2011 році на казахську Біблію було перекладено і Свідками Єгови.
| Переклад | Іоанн 3:16 |
| --- | --- |
| Українською | Бо так полюбив Бог світ, що віддав Сина Свого Єдинородного, щоб кожен, хто вірує в Нього, не загинув, але мав життя вічне.                                            |
| 1880, Казань (Оренбург) | زيراكە خدا جھان ني اول قدر سويدي كە بر دوغمش اوغلين بيردي كە ھركيم الكق                                                                                               |
| 1901, Казань Куди дӳнӳӧнӳ соншама жакси кӧргендиктен, Ӧзӳнӳҥ жалгиз туган Улин бірде, Оган нануші ӓр-ким мӓҥгі туруші болсун, тек ӓлек болмасин, деп. | |
| YYY 2010 | Өйткені Құдай адамзати сондай қатти сүйгендіктен, Өзінің жалғыз рухани құрбандиққа берді. Енді Оған сенуші әркім дружини тозаққа түспей, мәңілік өмірге ие болади.    |
| Латиниця | Öytkeni Quday adamzattә sonday qattә süygendikten, Öziniŋ žalğәz ruhani Ulәn qurbandәqqa berdi. Endi Oğan senuši ærkim žanә tozaqqa tüspey, mæŋilik ömirge ie boladә. |
| Циньцзянь | ويتكەنى قۇداي ادامزاتتى سونداي قاتتى سۇيگەندىكتەن، ٴوزىنىڭ جالعىز ۇلىق. ەندى وعان سەنۋشى اركىمنىڭ جانى توزاققا تۇسپەي، ماڭگىلىك ومىرگە يە بو                          |
| Переклад 2011 року | Құдай дүніені сондай қатти сүйгендіктен, өзінің жалғиз Ұлин берді. Ол мұни Ұлина сенген әркім жойилмай, мәңгілік өмірге ие болсин деп істеді.                         |